# 中平常太郎
中平 常太郎（なかひら つねたろう、1879年（明治12年）3月20日 ‐ 1964年（昭和39年）7月19日） は、明治末から昭和期の醸造家、社会事業家、政治家。参議院議員（1期）、愛媛県宇和島市長。

## 経歴
愛媛県西宇和郡伊方浦（伊方村を経て現伊方町）で生まれた。
1911年（明治44年）9月、北宇和郡会議員に就任。1914年（大正3年）宇和島で醤油醸造業を営む。1915年（大正4年）宇和島町会議員に選出され、1925年（大正14年）12月から1934年（昭和9年）まで宇和島市会議員に在任し、副議長も務めた。また愛媛県方面委員として社会事業に取り組み、1927年（昭和2年）10月、宇和島市民共済会を設立して救貧事業などを進め、授産場での団扇製造販売を手掛けるなどの活動で注目された。1940年（昭和15年）大政翼賛会愛媛県支部常務委員に就任。同年、愛媛県方面委員及び窮民救済に関わり宇和島市民共済会で授産場経営をして実績を挙げ公衆利益を興し成績著名であるとして藍綬褒章受章。
1946年（昭和21年）3月、愛媛県労働委員会委員長に就任。その他、愛媛県民生委員、全日本民生委員連盟理事、日本社会事業協会理事なども務めた。
1947年（昭和22年）4月の第1回参議院議員通常選挙に愛媛県地方区から日本社会党公認で出馬して当選し（補欠、任期3年）、参議院議員に1期在任した。この間、参議院在外同胞引揚問題に関する特別委員長などを務めた。1951年（昭和26年）5月に宇和島市長に就任して1955年（昭和30年）5月まで1期在任し、市立宇和島病院に産院を設置するなど福祉の充実に尽力した。1957年（昭和32年）、社会事業に関わり宇和島市民共済会理事長として産院経営に努めてその業績を挙げ社会福祉事業の発展に寄与したとして藍綬褒章受章（飾版）。
1964年（昭和39年）春の叙勲で勲三等瑞宝章受章。同年7月19日死去、75歳。死没日をもって従四位に叙される。